# 命運化妝師
《命運化妝師》為連奕琦執導的台灣電影，集結台灣新生代謝欣穎、隋棠、吳中天、張睿家等演員一同演出。片中穿插罗伯特·舒曼的名曲《童年即景》中的第一首《Von fremden Ländern und Menschen》，該曲為罗伯特·舒曼寫給小他9歲的妻子克拉拉·舒曼的作品，與電影中陳庭與吳敏秀的戀情相互輝映。《命運化妝師》獲選為2011年金馬奇幻影展開幕片，並入圍第24屆東京影展「亞洲之風」單元。本片的首映會在台中舉行。

## 演員陣容
| 演員姓名 | 角色名稱 | 介紹 |
| 謝欣穎   | 吳敏秀   | 女主角，工作敬業的遺體化妝師。學生時期與音樂老師陳庭相戀，被校方發現施壓迫其轉學，因當時父親外遇離家，不願母親再受打擊而否認與逃避戀情，因而與陳庭分離。成年後工作敬業但對周遭人事顯得淡漠而疏離，對於同事蕭致任的追求也一再拒絕。 |
| 吳中天   | 聶城夫   | 男主角，陳庭的先生，同時也是陳庭的心理醫生，陳庭死後被郭詠明懷疑為殺妻兇手。 |
| 隋棠     | 陳庭     | 聶城夫的妻子，電影開始即以遺體形式出現。曾在吳敏秀的學校擔任音樂老師，並與吳敏秀相戀，禁忌的師生戀與同性戀情不被允許，再加上當時吳敏秀選擇沉默和逃避而黯然離開。後在心理治療時與聶城夫相識並結婚，後因疑似用藥過度過世。           |
| 張睿家   | 郭詠明   | 警察。某次辦案因過於莽撞行事，間接害死同僚陳天仁警官，又涉嫌執法過當、行刑式槍決通緝犯，接受聶城夫的精神判定而暫時停職。他認為陳庭過世的原因不單純，於是決定自己暗中調查，並要求吳敏秀協助找尋證據。                               |
| 張少懷   | 蕭致任   | 28 歲，禮儀師，為吳敏秀的同事，對敏秀有暗戀情愫。 |
| 曾允柔   | 小晴     | 吳敏秀的學生，以吳敏秀為目標，立志成為一名禮儀師。 |
| 卜學亮   | 周法醫   | |
| 楊淇     | 葉靖     | |
| 唐青慧   | TINA     | |

## 故事背景
在片中，導演數次以光影來區分敏秀與往生者陳庭，代表現在與過去的糾結，更代表了人與人之間的情感就像敏秀與陳庭一樣難分難捨。從事多年遺體化妝師工作的敏秀，卻因為看到自己老師陳庭的遺體而開始感傷。在本片更是突顯了緣份這一個抽象的名詞，如：敏秀是陳庭的學生、陳庭是聶醫師的病人與太太、陳庭的法醫是聶醫生的同學、私底下追察聶醫生的警察曾經因為警察不適任而被聶醫師在警局約談等等都證明了導演想要表達人與人之間的緣份是如此的巧妙。片中更隱約提到師生戀這種特殊的情愛。
在片中，導演也一再地用小插曲來帶到一個很久不受臺灣人重視的職業：禮儀師工作的心酸。在片頭一開始，一家禮儀公司為了搶敏秀所任職的萬安生命科技禮儀公司和其他禮儀公司的生意，故意將車子違法改裝成救護車。在片中，一家禮儀公司的女禮儀師還偷敏秀替往生者化妝的工具，因為被敏秀的助手小晴看到而發生爭吵，後來小晴憤而離職等等的劇情來描述禮儀師這項職業與同行的鬥爭與不為人知的辛苦與心酸。

## 片中場景
- 臺中市
- 臺中市立殯儀館
- 國立大甲高級工業職業學校
- 大肚山
- 臺中市政府警察局第六分局
- 林新醫院
- 台中都會公園
- 台中市七期
- 台中市勤美誠品
- 台中春水堂
- 台中國立美術館

此外，臺中市政府也給予該片150萬元輔導金及拍攝支援。

## 獎項
入圍
- 第24屆東京影展「亞洲之風」單元
- 入選南韓富川國際奇幻影展「Visual Express」單元

得獎
- 第10屆義大利亞洲電影展最佳女主角

## 周邊商品
- 2010年10月26日發行電影原聲帶
- 2011年9月23日發行電影DVD[4]

## 外部連結
- 命運化妝師 部落格（页面存档备份，存于）
- 《命運化妝師》的Facebook專頁
- Yahoo奇摩電影上《命運化妝師》的資料（繁體中文）
- MSN娛樂上《命運化妝師》的資料（繁體中文）

- 開眼電影網上《命運化妝師》的資料（繁體中文）
- 豆瓣电影上《命運化妝師》的資料 （简体中文）
- 时光网上《命運化妝師》的資料（简体中文）
- AllMovie上《命運化妝師》的资料（英文）
- 爛番茄上《命運化妝師》的資料（英文）
- 香港影庫上《命運化妝師》的資料（繁體中文）
- 互联网电影数据库（IMDb）上《命運化妝師》的资料（英文）